# Стиктолептура
Стиктолептура (Stictoleptura) — род жуков из подсемейства усачики семейства жуков-усачей. 
В русскоязычной научной литературе некоторые виды рода традиционно называются лептурами — лептура красная (Stictoleptura rubra), пестроусая лептура (Stictoleptura variicornis) и т. п.

## Описание
Виды рода Стиктолептура характеризуются средним размером (10—20 мм), относительно удлиненным внешним видом, переднеспинкой с сильной кистевой впадиной и косо усеченными или зубчатыми надкрыльями на их концах.
У большинства видов есть антенны с одиннадцатью члениками, но у некоторых восточных (Stictoleptura variicornis, Stictoleptura igai) и американских (Stictoleptura canadensis) видов последний членик более или менее разделен, и поэтому у них двенадцать видимых члеников. Личинки обычно имеют семь брюшных урогомфов.
Личинки хорошо живут как в древесине хвойных пород (сосна, ель, пихта, лиственница), так и лиственных пород (бук, береза, дуб).
Время лёта взрослого жука с июня по сентябрь, продолжительность жизненного цикла особи от двух до трёх лет.

## Распространение
Род широко распространен в Европе, Северной Африке, Канарских островах, умеренной Азии до Японии и Северной Америки

## Систематика
- Род: Stictoleptura Casey, 1924
  - Подрод: Aredolpona Nakane & Hayashi, 1957 (син.: Corymbia Gozis, 1886)
    - Вид: Stictoleptura dichroa Blanchard, 1871
    - Вид: Stictoleptura palmi (Demelt, 1972)
    - Вид: Stictoleptura rubra (Linnaeus, 1758)
    - Вид: Stictoleptura trisignata (Fairmaire, 1859)

  - Подрод: Stictoleptura Casey, 1924 s.str.
    - Вид: Stictoleptura apicalis (Motschulsky, 1875)
    - Вид: Stictoleptura cardinalis (K. Daniel & J. Daniel, 1899)
    - Вид: Stictoleptura cordigera Fuessly, 1775
    - Вид: Stictoleptura deyrollei (Pic, 1895)
    - Вид: Stictoleptura erythroptera (Hagenbach, 1822)
    - Вид: Stictoleptura fontenayi (Mulsant, 1839)
    - Вид: Stictoleptura fulva De Geer, 1775
    - Вид: Stictoleptura heydeni (Ganglbauer, 1889)
    - Вид: Stictoleptura igai (Tamanuki, 1942)
    - Вид: Stictoleptura maculicornis De Geer, 1775
    - Вид: Stictoleptura nadezhdae (Plavilstshikov, 1932)
    - Вид: Stictoleptura pallidipennis Tournier, 1872
    - Вид: Stictoleptura rufa (Brullé, 1832)
    - Вид: Stictoleptura scutellata Fabricius, 1781
    - Вид: Stictoleptura tangeriana (Tournier, 1875)
    - Вид: Stictoleptura tesserula Charpentier, 1825
    - Вид: Stictoleptura tripartita (Heyden, 1889)
    - Вид: Stictoleptura tonsa (K. Daniel & J. Daniel, 1891)
    - Вид: Stictoleptura variicornis (Dalman, 1817)